# 圣玛格丽特叙福维尔
圣玛格丽特-叙福维尔（法語：Sainte-Marguerite-sur-Fauville，法語發音：[sɛ̃t maʁɡəʁit syʁ fovil]，意为“福维尔上方的圣玛格丽特”）是法国滨海塞纳省的一个旧市镇，属于勒阿弗尔区。2017年1月1日，圣玛格丽特-叙福维尔与邻近6个市镇合并为新市镇泰尔德科。

## 地理
圣玛格丽特-叙福维尔（49°40'10"N, 0°36'9"E）面积3.16 平方千米，位于法国诺曼底大区滨海塞纳省，该省份为法国北部沿海省份，其西部及北部濒大西洋英吉利海峡，东起顺时针与索姆省、瓦兹省、厄尔省和卡爾瓦多斯省接壤。
与圣玛格丽特-叙福维尔接壤的市镇（或旧市镇、城区）包括：诺芒维尔、贝讷托、科地区福维尔。
圣玛格丽特-叙福维尔的时区为UTC+01:00、UTC+02:00（夏令时）。

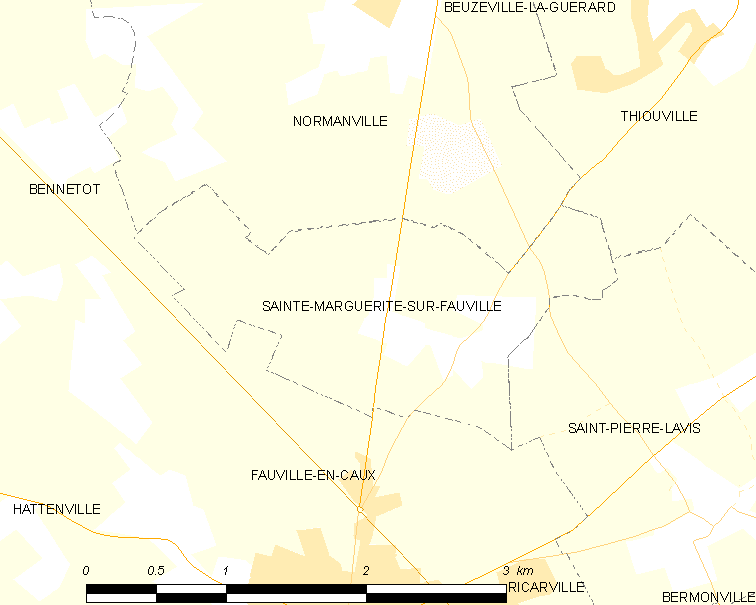
圣玛格丽特-叙福维尔的OSM定位图

## 行政
圣玛格丽特-叙福维尔的邮政编码为76640，INSEE市镇编码为76607。

## 政治
圣玛格丽特-叙福维尔所属的省级选区为科地区圣瓦勒里县。

## 人口

1962-2008年间圣玛格丽特-叙福维尔人口变化图示

圣玛格丽特-叙福维尔于2018年1月1日时的人口数量为278人。